# Walter Greaves
Walter William Greaves (* April oder Juni 1907; † 1987) war ein britischer Radsportler, der 1936 den Jahres-Ausdauerweltrekord über 45.383 Meilen aufstellte. Er hatte nur einen Arm.

## Persönlicher Hintergrund
Walter Greaves wuchs in Bradford auf. Im Alter von 14 Jahren verlor er durch einen Verkehrsunfall seinen linken Arm. Später wurde er Ingenieur, hatte aber Probleme, in seiner Heimatstadt Arbeit zu finden, weil er ein engagierter Kommunist und als „Unruhestifter“ bekannt war. Zudem war er strikter Abstinenzler sowie Vegetarier.

## Die Rekordfahrt 1936
1933 hatte der australische Profi-Radrennfahrer Ossie Nicholson einen Jahres-Ausdauerweltrekord über 43.966 Meilen (70.756 Kilometer) aufgestellt. Dabei wurde die Strecke gemessen, die ein Radsportler innerhalb eines Jahres bewältigte. Greaves beschloss, diesen Rekord 1936 zu überbieten. Seine Suche nach Sponsoren war allerdings wenig erfolgreich. Allein ein Fahrradproduzent, Three Spires Cycles aus Coventry, stellte ihm ein Fahrrad zur Verfügung sowie eine kleine wöchentliche Summe, damit er für das Unternehmen Werbung mache. Radsportler aus dem ganzen Land boten ihm Übernachtungsmöglichkeiten an. Er soll aber so wenig Geld gehabt haben, dass seine Kleidung „wenig besser als Lumpen“ aussah, und er nachts nicht schlafen konnte aus Sorge um das Geld.
Greaves hätte mit seinem Rekordversuch am 1. Januar 1936 beginnen sollen, doch das versprochene Fahrrad kam erst fünf Tage später an. Es war schwer und mit dicken Reifen ausgestattet, damit es auch bei Schnee und schlechten Straßen gefahren werden konnte. Es verfügte über Schutzbleche, Lampen, eine Satteltasche und eine Drei-Gang-Schaltung. Im Laufe seines Rekordversuches wurde eine spezielle Vorrichtung am Lenker angebracht, auf der er seinen Armstumpf auflegen konnte.
Die Rekordfahrt begann in einem der härtesten Winter seit Jahren, bis Ende Februar herrschten Schnee und Eis. In den ersten fünf Tagen schaffte Greaves 800 Kilometer, wobei er 19-mal stürzte, an einem Tag gar achtmal. Ein Journalist, der ihm mit dem Auto gefolgt war, berichtete, dass er zweimal stürzte, weil er von Autos abgedrängt wurde. In Leeds behinderten die Schwaden einer Dampflokomotive seine Sicht, und er glitt auf den Schienen aus. Die Zeitung Telegraph and Argus bezeichnete Greaves daraufhin als „Helden“. Bis Ende Februar schaffte er täglich durchschnittlich 190 Kilometer, und obwohl Schnee und Eis durch Hagel und Regen verdrängt worden, erhöhte er sein Tagespensum auf rund 215 Kilometer. Es regnete den ganzen Sommer lang, und im Herbst wurde es neblig.
Im Juli stieß Greaves in Yarm mit einem Auto zusammen, anschließend bekam er einen Abszess, musste für zwei Wochen ins Krankenhaus und operiert werden. Noch in der Genesungsphase fuhr er täglich 260 Kilometer. Vom 20. September bis 8. Oktober erhöhte er seine tägliche Leistung auf 290 Kilometer. Am 13. Dezember erreichte Walter Greaves den Hyde Park in London und fuhr in der Begleitung Tausender Radsportler mehrere Runden rund um den Serpentine-See.
Abends fand ein Empfang zu Greaves’ Ehren statt. Journalisten boten dem Abstinenzler Champagner an, um zu feiern, und sagten: „Kommen Sie, wir erzählen es keinem.“ Greaves antwortete: „Wenn ich mich vergiften will, mach ich das mit Arsen.“ Nach seinem Aufenthalt in London fuhr er täglich weitere 210 Kilometer und beendete sein Rekordjahr an Silvester um Mitternacht auf den Treppen des Rathauses von Bradford. Der Telegraph and Argus berichtete von „erstaunlichen Szenen, die an die öffentlichen Auftritte von berühmten Filmstars erinnerten“. Der Bürgermeister überreichte Greaves Schecks und Trophäen.
Die größte an einem Tag zurückgelegte Strecke von Greaves waren 443 Kilometer. Seine längste Fahrt ohne Schlaf ging über 602, seine kürzeste über 108 Kilometer, weil er gestürzt war und sein Rad reparieren musste.
Schon am Tag nach der Ankunft von Greaves in Bradford, am 1. Januar 1937, begann ein anderer englischer Fahrer, Bernard Bennett, eine weitere Rekordfahrt (45.801 Meilen = 73.710 Kilometer), ebenso der Franzose René Menzies (61.561 Meilen = 99.073 Kilometer). Menzies beendete seine Rekordfahrt am Alexandra Palace in London mit Greaves an seiner Seite. Der Australier Ossie Nicholson übertraf mit einer Fahrt über 62.657 Meilen (100.837 Kilometer) jedoch diese beiden Rekorde.
Noch 1937 wurde Walter Greaves in das Golden Book of Cycling aufgenommen.

## Das Leben nach dem Rekord
Walter Greaves wurde Mitglied der British League of Racing Cyclists. Auch gründete er den Airedale Olympic Cycling Club und organisierte 1949 ein Radrennen von Bradford nach Morecambe und zurück. Dabei markierte er eine Abbiegung mit einem großen weißen Pfeil auf der Straße und verursachte ein Verkehrschaos, weil die Autofahrer diesem Pfeil folgten.
In den späten 1940er Jahren betrieb Greaves ein Fahrradgeschäft in seiner Heimatstadt. Er baute Fahrradrahmen und galt als talentiert und innovativ. Eins seiner Modelle, King of the Mountains, ist heute im Bradford Industrial Museum ausgestellt. Nach einem Feuer in seinem Laden zog Greaves nach Craven Forge und betrieb dort Winifred’s Café. Weil er davon allein nicht leben konnte, nahm er noch eine weitere Stelle an. Zudem sang er in Clubs und Kneipen. Er wohnte mit seiner Frau und einem Affen in einer Wohnung über seinem Café.
1987 starb Walter Greaves an den Folgen der Parkinson-Krankheit.